# NGC 1581
NGC 1581 (również PGC 15055) – galaktyka soczewkowata (S0^-), znajdująca się w gwiazdozbiorze Złotej Ryby. Odkrył ją John Herschel 5 grudnia 1834 roku.